# Siboto de Seefeld
Siboto von Seefeld (mort le 14 août 1262 à Kaisheim) est le 38e évêque d'Augsbourg de 1227 à 1247.

## Famille
Siboto vient de la maison de Seefeld.

## Biographie
Siboto est initialement chanoine à Augsbourg et est nommé sous-diacre en 1217. En 1227, il est ordonné évêque à Augsbourg. En 1229, il fait reconstruire l'abside ouest du chœur de la cathédrale d'Augsbourg.
Siboto signe une loi impériale (Statutum in favorem principum) du roi Henri VII à la Diète de Worms en 1231. En 1240, il tente ensuite de résoudre les différends entre le pape Grégoire IX et l'empereur Frédéric II. Il se range finalement du côté de l'empereur. Lui et la ville sont alors bannis par la papauté. Siboto refuse ce traitement, l'évêque est excommunié. En 1247, Siboto démissionne de sa charge d'évêque (officiellement en raison de son âge) et se retire à l'abbaye de Kaisheim.